# Timo Letschert
Timo Letschert (Purmerend, 25 maggio 1993) è un calciatore olandese, difensore del Chengdu Rongcheng.

## Carriera

### Club

#### Gli esordi in Olandaː Groningen, Roda JC e Utrecht
Ha iniziato nelle giovanili dell'Heerenveen e dal 2012 al 2014 ha giocato con il Groningen ottenendo 12 presenze complessive. Nel gennaio 2014 passa al Roda JC prendendo parte a 15 incontri, per poi passare il 1º settembre 2014 all'Utrecht. Milita nel club fino al 2016 collezionando ben 64 presenze fra campionato e coppe con 3 gol all'attivo.

#### L'esperienza al Sassuolo e il ritorno in Olanda
Il 3 agosto 2016 è passato alla società italiana del Sassuolo. Tuttavia in Emilia non trova spazio a causa di problemi fisici.
Il 17 agosto 2018 fa ritorno all'Utrecht, a cui viene ceduto in prestito.

#### Amburgo, AZ e Lyngby
Il 24 luglio 2019, viene ceduto a titolo definitivo all'Amburgo.
Il 3 settembre 2020, viene invece acquistato dall'AZ Alkmaar.
Il 3 ottobre 2022, si unisce al Lyngby fino alla fine dell'anno solare. Lascia quindi la squadra nel dicembre seguente.

#### L'approdo al Gwangju
Il 2 gennaio 2023, Letschert viene ufficialmente ingaggiato dal Gwangju, squadra della K League 1, iniziando così la sua prima esperienza al di fuori dell'Europa.

### Nazionale
Ha giocato nel 2013 con le selezioni della nazionale olandese Under-20 (1 presenza) e Under-21 (3 presenze).

## Statistiche

### Presenze e reti nei club
Statistiche aggiornate al 6 giugno 2018.
| Stagione         | Squadra          | Campionato       | Campionato | Campionato | Coppe nazionali | Coppe nazionali | Coppe nazionali | Coppe continentali | Coppe continentali | Coppe continentali | Altre coppe | Altre coppe | Altre coppe | Totale | Totale |
| Stagione         | Squadra          | Comp             | Pres       | Reti       | Comp            | Pres            | Reti            | Comp               | Pres               | Reti               | Comp        | Pres        | Reti        | Pres   | Reti   |
| ---------------- | ---------------- | ---------------- | ---------- | ---------- | --------------- | --------------- | --------------- | ------------------ | ------------------ | ------------------ | ----------- | ----------- | ----------- | ------ | ------ |
| 2012-2013        | Groningen        | ED               | 3          | 0          | -               | -               | -               | -                  | -                  | -                  | -           | -           | -           | 3      | 0      |
| 2013-gen. 2014   | Groningen        | ED               | 9          | 0          | -               | -               | -               | -                  | -                  | -                  | -           | -           | -           | 9      | 0      |
| Totale Groningen | Totale Groningen | Totale Groningen | 12         | 0          |                 |                 |                 |                    | -                  | -                  |             | -           | -           | 12     | 0      |
| feb.-mag. 2014   | Roda JC          | ED               | 11         | 0          | -               | -               | -               | -                  | -                  | -                  | -           | -           | -           | 11     | 0      |
| ago. 2014        | Roda JC          | 1D               | 4          | 0          | -               | -               | -               | -                  | -                  | -                  | -           | -           | -           | 4      | 0      |
| Totale Roda JC   | Totale Roda JC   | Totale Roda JC   | 15         | 0          |                 |                 |                 |                    | -                  | -                  |             | -           | -           | 15     | 0      |
| 2014-2015        | Utrecht          | ED               | 23         | 0          | CO              | 1               | 0               | -                  | -                  | -                  | -           | -           | -           | 24     | 0      |
| 2015-2016        | Utrecht          | ED               | 34         | 3          | CO              | 6               | 0               | -                  | -                  | -                  | -           | -           | -           | 40     | 3      |
| Totale Utrecht   | Totale Utrecht   | Totale Utrecht   | 57         | 3          |                 | 7               | 0               |                    | -                  | -                  |             | -           | -           | 64     | 3      |
| 2016-2017        | Sassuolo         | A                | 9          | 0          | CI              | 0               | 0               | UEL                | 3                  | 0                  | -           | -           | -           | 12     | 0      |
| 2017-2018        | Sassuolo         | A                | 7          | 0          | CI              | 0               | 0               | -                  | -                  | -                  | -           | -           | -           | 7      | 0      |
| Totale Sassuolo  | Totale Sassuolo  | Totale Sassuolo  | 16         | 0          |                 | 0               | 0               |                    | 3                  | 0                  |             | -           | -           | 19     | 0      |
| Totale carriera  | Totale carriera  | Totale carriera  | 100        | 3          |                 | 7               | 0               |                    | 3                  | 0                  |             | -           | -           | 110    | 3      |

### Cronologia presenze e reti in nazionale
| Cronologia completa delle presenze e delle reti in nazionale ― Paesi Bassi under 21 | Cronologia completa delle presenze e delle reti in nazionale ― Paesi Bassi under 21 | Cronologia completa delle presenze e delle reti in nazionale ― Paesi Bassi under 21 | Cronologia completa delle presenze e delle reti in nazionale ― Paesi Bassi under 21 | Cronologia completa delle presenze e delle reti in nazionale ― Paesi Bassi under 21 | Cronologia completa delle presenze e delle reti in nazionale ― Paesi Bassi under 21 | Cronologia completa delle presenze e delle reti in nazionale ― Paesi Bassi under 21 | Cronologia completa delle presenze e delle reti in nazionale ― Paesi Bassi under 21 |
| Data                                                                                | Città                                                                               | In casa                                                                             | Risultato                                                                           | Ospiti                                                                              | Competizione                                                                        | Reti                                                                                | Note                                                                                |
| ----------------------------------------------------------------------------------- | ----------------------------------------------------------------------------------- | ----------------------------------------------------------------------------------- | ----------------------------------------------------------------------------------- | ----------------------------------------------------------------------------------- | ----------------------------------------------------------------------------------- | ----------------------------------------------------------------------------------- | ----------------------------------------------------------------------------------- |
| 14-8-2013                                                                           | Praga                                                                               | Rep. Ceca under 21                                                                  | 1 – 0                                                                               | Paesi Bassi under 21                                                                | Amichevole                                                                          | -                                                                                   | 68’                                                                                 |
| 10-10-2013                                                                          | Tbilisi                                                                             | Georgia under 21                                                                    | 0 – 6                                                                               | Paesi Bassi under 21                                                                | Qual. Europeo Under-21 2015                                                         | -                                                                                   | 74’                                                                                 |
| 19-10-2013                                                                          | Deventer                                                                            | Paesi Bassi under 21                                                                | 0 – 3                                                                               | Austria under 21                                                                    | Amichevole                                                                          | -                                                                                   | 79’                                                                                 |
| Totale                                                                              |                                                                                     | Presenze                                                                            | 3                                                                                   |                                                                                     | Reti                                                                                | 0                                                                                   |                                                                                     |

| Cronologia completa delle presenze e delle reti in nazionale ― Paesi Bassi under 20 | Cronologia completa delle presenze e delle reti in nazionale ― Paesi Bassi under 20 | Cronologia completa delle presenze e delle reti in nazionale ― Paesi Bassi under 20 | Cronologia completa delle presenze e delle reti in nazionale ― Paesi Bassi under 20 | Cronologia completa delle presenze e delle reti in nazionale ― Paesi Bassi under 20 | Cronologia completa delle presenze e delle reti in nazionale ― Paesi Bassi under 20 | Cronologia completa delle presenze e delle reti in nazionale ― Paesi Bassi under 20 | Cronologia completa delle presenze e delle reti in nazionale ― Paesi Bassi under 20 |
| Data                                                                                | Città                                                                               | In casa                                                                             | Risultato                                                                           | Ospiti                                                                              | Competizione                                                                        | Reti                                                                                | Note                                                                                |
| ----------------------------------------------------------------------------------- | ----------------------------------------------------------------------------------- | ----------------------------------------------------------------------------------- | ----------------------------------------------------------------------------------- | ----------------------------------------------------------------------------------- | ----------------------------------------------------------------------------------- | ----------------------------------------------------------------------------------- | ----------------------------------------------------------------------------------- |
| 6-2-2013                                                                            | Dublino                                                                             | Irlanda under 21                                                                    | 3 – 0                                                                               | Paesi Bassi under 20                                                                | Amichevole                                                                          | -                                                                                   | 46’                                                                                 |
| Totale                                                                              |                                                                                     | Presenze                                                                            | 1                                                                                   |                                                                                     | Reti                                                                                | 0                                                                                   |                                                                                     |